# Короп'є
Коро́п'є — село в Україні, у Деснянській селищній громаді Чернігівського району Чернігівської області. Населення становить близько 300 осіб. Входить до складу Короп'ївського старостинського округу.
Неподалік від села знаходиться гідрологічна пам'ятка природи загальнодержавного значення Святе озеро. Поруч знаходилося переселене 1957 року село Потебнева Гута.

## Історія

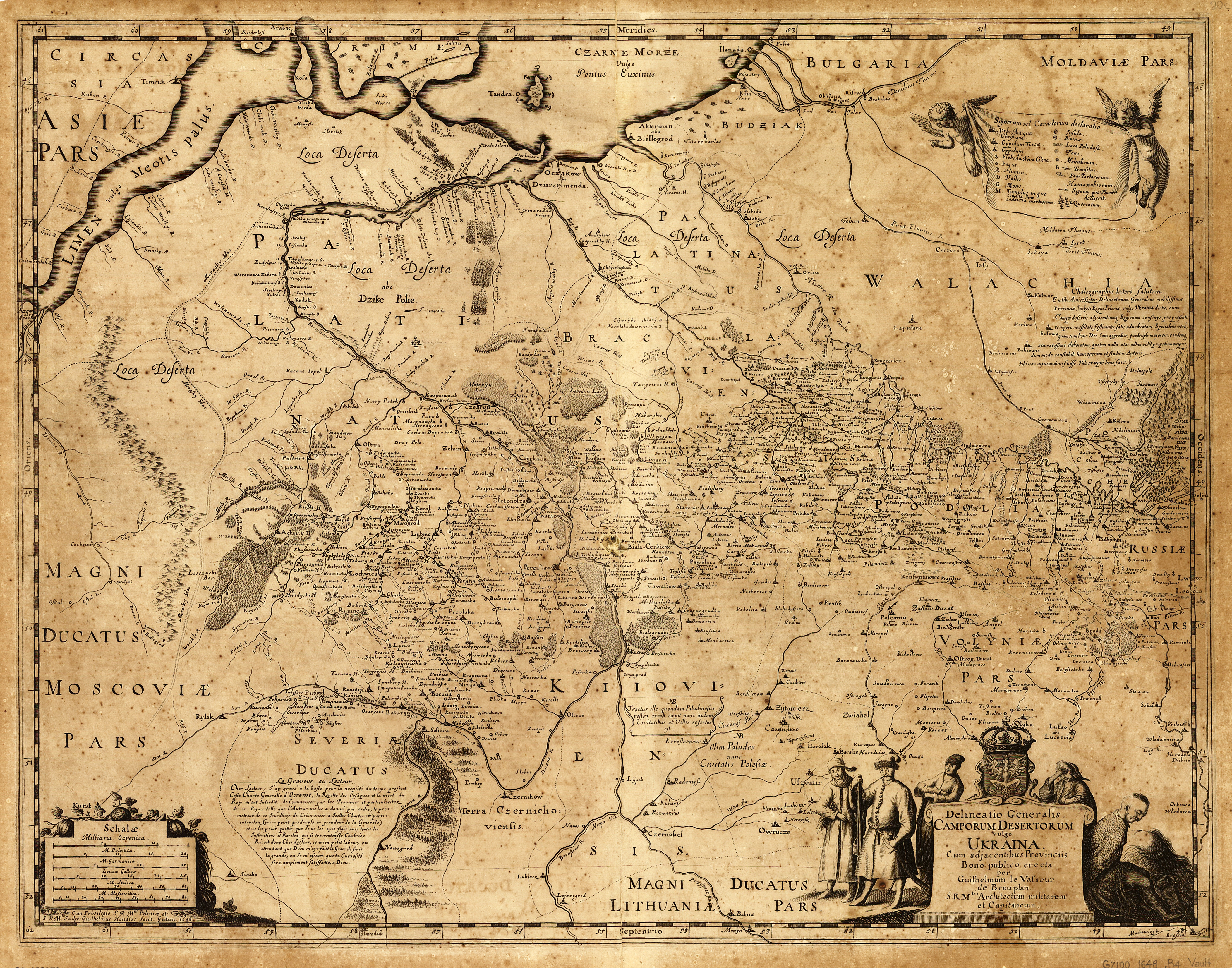
Відображення Короп'я на Загальній карті України Гійома Боплана, 1648 р.

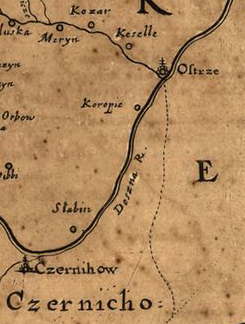
Частина мапи Боплана з зображенням Короп'я (лат. Koropie)

За козаччини село належало до Моровської сотні Київського полку.
За книгою Київського намісництва 1787 року у селі проживала 231 людина. Було у володінні різного звання «казенних людей» і козаків.
Станом на 1885 рік селище Короп'є входило до складу Морівської волості Остерського повіту Чернігівської губернії. На той час нараховувало 153 двори та 1146 мешканців.
12 червня 2020 року, відповідно до розпорядження Кабінету Міністрів України № 730-р «Про визначення адміністративних центрів та затвердження територій територіальних громад Чернігівської області», увійшло до складу Деснянської селищної громади.
19 липня 2020 року, в результаті адміністративно-територіальної реформи та ліквідації Козелецького району, увійшло до складу новоутвореного Чернігівського району.

## Політика

### Парламентські вибори, 2019
На позачергових парламентських виборах 2019 року у селі функціонувала окрема виборча дільниця № 740261, розташована у приміщенні будинку культури.
Результати
- зареєстровано 303 виборці, явка 44,34%, найбільше голосів віддано за «Слугу народу» — 44,34%, за Всеукраїнське об'єднання «Батьківщина» — 16,98%, за Аграрну партію України — 11,32%[7]. В одномандатному окрузі найбільше голосів отримав Сергій Коровченко (самовисування) — 30,77%, за Бориса Приходька (самовисування) — 20,19%, за Дмитра Пахомова (Слуга народу) — 15,87%[8].

## Населення
1901 - 1376 жителів.

### Мова
Розподіл населення за рідною мовою за даними перепису 2001 року:
| Мова       | Кількість | Відсоток |
| ---------- | --------- | -------- |
| українська | 705       | 99.16%   |
| російська  | 6         | 0.84%    |
| Усього     | 711       | 100%     |

## Релігійне життя
Дерев'яну Троїцьку церкву побудували у 1894 р., до того часу храму в селі не було. Проте самостійний прихід з причтом у складі священика та псаломщика при ній відкрили лише 20 січня 1900 р., до цієї дати вона була приписана до приходу с. Карпилівки. Троїцьку церкву розібрали за часів хрущовської боротьби з релігією у 1963—1964 роках.
Священики:
- Ярошевський Стефан (з 10.03.1900 по ?)